# Тамди (Хромтауський район)
Тамди́ (каз. Тамды) — село у складі Хромтауського району Актюбінської області Казахстану. Входить до складу Копинського сільського округу.
До 2006 року село називалось Молодіжне.
Населення — 540 осіб (2021; 577 у 2009, 815 у 1999, 568 у 1989).